# Saint-Martin-du-Bec
Saint-Martin-du-Bec – miejscowość i gmina we Francji, w regionie Normandia, w departamencie Sekwana Nadmorska.
Według danych na rok 1990 gminę zamieszkiwało 580 osób, a gęstość zaludnienia wynosiła 141 osób/km² (wśród 1421 gmin Górnej Normandii Saint-Martin-du-Bec plasuje się na 401. miejscu pod względem liczby ludności, natomiast pod względem powierzchni na miejscu 761.).